# لسه (ألبوم)
لسه هو الالبوم الأول للفنان المصري حسام حبيب، تم إصداره عام 2004 من إنتاج شركة EWE، وهوأول البوم يجمع بين حسام حبيب وشركة EWE.

## قائمة الأغاني
- بفكر فيك - 04:31
- حلفوه - 04:38
- خليني قدام عينيك - 04:59
- رجوعك - 04:05
- شوق ما بينتهيش - 04:19
- عيشني يومين - 04:48
- عيشني يومين 2 - 04:01
- لسه - 05:18